# 17-й полк НГ (Україна)
17-й полк національної гвардії (17 пНГУ, в/ч 4117) — підрозділ національної гвардії України, що існував у 90-х роках. Був утворений на базі 265-го гвардійського мотострілецького полку

## Історія
| Назви підрозділу                           | Дати існування        |
| ------------------------------------------ | --------------------- |
| 17-й полк національної гвардії України     | 1992 — 28.12.1998 рр. |
| 17-та бригада національної гвардії України | 28.12.1998 — 1999 рр. |

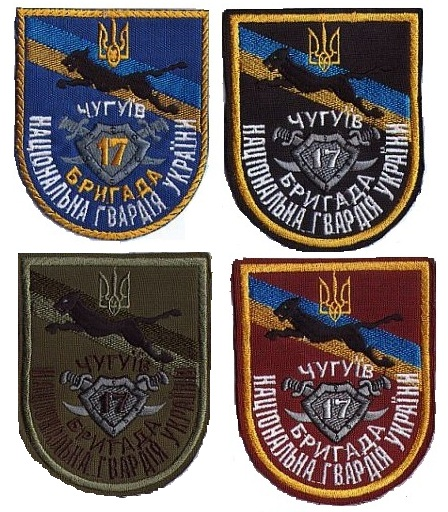
Нарукавні знаки 17-ї бригади Національної гвардії України, м.Чугуїв. 1999 рік

Сформований у 1992 році на базі 265 гв. мсп 48-ї мотострілецької Ропшинської ордену Жовтневої  Революції тричі Червонопрапорної дивізії імені М. І. Калініна. Увійшов до складу 6-ї Чугуївської дивізії НГУ.
У 1995 році, після прийняття Верховною Радою України ряду законів, які обмежували самоврядування Автономної республіки Крим, за сприяння силових відомств РФ, на півострові розпочалися масові заворушення, що супроводжувалися вимогами проведення референдуму. На нього планувалося винести питання про прийняття Конституції автономної республіки і подальшого повернення повноважень, раніше гарантованих Конституцією та окремими законами України. Для врегулювання заворушень у Крим були направлені бійці морської піхоти, 2 полки з бронетехнікою зі складу 5-ї Львівської дивізії НГУ і 1 рота 17-й полку спеціального призначення з Чугуєва.
24 грудня 1998 року наказом Командувача НГУ № 365 був перейменований у 17 бригаду НГУ;
У 1999 році бригада передана до складу ЗС України і розформована;

## Командування

### Командувачі
- 1992—1993 рік — підполковник Лавніченко Олександр Васильович
- 1993—1994 рік — підполковник Васильєв Сергій Вікторович
- 1994—1998 рік — полковник Терещенко Юрій Іванович
- 1997 рік — ТВО підполковник Олійников Сергій Олександрович
- 1998—1999 рік — полковник Назаркін В'ячеслав Миколайович

### Начальники штабу
- З 1992 року — КДБ УРСР
- на 1996 рік — підполковник Асотов